# Ion Cosma
Ion Cosma (Târgu Mureș, 11 de julho de 1937) é um ex-ciclista romeno. Competiu nos Jogos Olímpicos de Verão de 1960 e 1964 nos 100 km contrarrelógio por equipes e na prova de estrada individual. Em 1960, terminou na sexta e quinta posição, enquanto que em 1964, ele foi o nono e 59º, respectivamente. Venceu o Tour de Romênia em 1959 e 1961, e a corrida de várias etapas Cupa UCECOM em 1963.